# École provinciale de Changsong
L'école de Changsong (창성향교, Changsonghyanggyo) est une école confucianiste de l'arrondissement de Changsong dans le Pyongan du Nord datant du début de la dynastie de Joseon et reconstruite en 1765 comme l'indique une inscription sur la poutre faitière. Elle est construite dans la forêt sur le versant sud d'une colline à 300 m de la rivière Nae. Cet établissement inclut également le bâtiment Myongryun, un édifice sans  murs (15,4 mètres et 5 colonnes x 5,6 mètres et 2 colonnes)  ainsi que le pavillon Taesong (11,15 m et 3 colonnes x 7,1 m et 2 colonnes).
Cet ensemble a été classé trésor national de Corée du Nord no 45.